# Liste des films produits par Hollywood Pictures
Hollywood Pictures est le deuxième label de productions cinématographiques destiné à un public plus adulte créé par les studios Disney, après Touchstone Pictures.
La société sœur de Touchstone et des studios Disney a produit des films comme La Main sur le berceau, L'Amour à tout prix, USS Alabama, Rock, Esprits rebelles ou encore Sixième Sens.

## Liste des films par décennies

### Années 1990
| Année | Titre français                         | Titre original                            | Réalisateur                 |
| ----- | -------------------------------------- | ----------------------------------------- | --------------------------- |
| 1990  | Arachnophobie                          | Arachnophobie                             | Frank Marshall              |
| 1990  | Filofax                                | Taking Care of Business                   | Arthur Hiller               |
| 1991  | Run                                    | Run                                       | Geoff Burrowes (en)         |
| 1991  | La Chanteuse et le Milliardaire        | The Marrying Man                          | Jerry Rees                  |
| 1991  | Un bon flic                            | One Good Cop                              | Heywood Gould               |
| 1991  | V.I. Warshawski, un privé en escarpins | V.I. Warshawski                           | Jeff Kanew                  |
| 1992  | La Main sur le berceau                 | The Hand That Rocks the Cradle            | Curtis Hanson               |
| 1992  | Medicine Man                           | Medicine Man                              | John McTiernan              |
| 1992  | Méli-mélo à Venise                     | Blame It on the Bellboy                   | Mark Herman                 |
| 1992  | Franc-parler                           | Straight Talk                             | Barnet Kellman              |
| 1992  | Un faire-part à part                   | Passed Away                               | Charlie Peters              |
| 1992  | California Man                         | Encino Man                                | Les Mayfield                |
| 1992  | Une étrangère parmi nous               | A Stranger Among Us                       | Sidney Lumet                |
| 1992  | Sarafina !                             | Sarafina!                                 | Darrell Roodt               |
| 1992  | Jeux d'adultes                         | Consenting Adults                         | Alan J. Pakula              |
| 1992  | Monsieur le député                     | The Distinguished Gentleman               | Jonathan Lynn               |
| 1993  | Aspen Extreme                          | Aspen Extreme                             | Patrick Hasburgh            |
| 1993  | Swing Kids                             | Swing Kids                                | Thomas Carter               |
| 1993  | Quand l'esprit vient aux femmes        | Born Yesterday                            | Luis Mandoki                |
| 1993  | Les Princes de la ville                | Blood in Blood Out                        | Taylor Hackford             |
| 1993  | Super Mario Bros.                      | Super Mario Bros.                         | Rocky Morton Annabel Jankel |
| 1993  | L'Avocat du diable                     | Guilty as Sin                             | Sidney Lumet                |
| 1993  | L'Apprenti fermier                     | Son in Law                                | Steve Rash                  |
| 1993  | Un père en cavale                      | Father Hood                               | Darrell James Roodt         |
| 1993  | Le Club de la chance                   | The Joy Luck Club                         | Wayne Wang                  |
| 1993  | Money for Nothing                      | Money for Nothing                         | Ramón Menéndez              |
| 1993  | Tombstone                              | Tombstone                                 | George P. Cosmatos          |
| 1994  | Un joueur à la hauteur                 | The Air Up There                          | Paul Michael Glaser         |
| 1994  | Angie                                  | Angie                                     | Martha Coolidge             |
| 1994  | Sacré mariage!                         | Holy Matrimony                            | Leonard Nimoy               |
| 1994  | En avant, les recrues !                | In the Army Now                           | Daniel Petrie Jr.           |
| 1994  | Color of Night                         | Color of Night                            | Richard Rush                |
| 1994  | Camp Nowhere                           | Camp Nowhere                              | Jonathan Prince             |
| 1994  | Quiz Show                              | Quiz Show                                 | Robert Redford              |
| 1994  | Terminal Velocity                      | Terminal Velocity                         | Deran Sarafian              |
| 1994  | Les Maîtres du monde                   | The Puppet Masters                        | Stuart Orme                 |
| 1994  | Super Noël                             | The Santa Clause                          | John Pasquin                |
| 1994  | A Low Down Dirty Shame                 | A Law Down Dirty Shame                    | Keenen Ivory Wayans         |
| 1995  | L'invité                               | Houseguest                                | Randall Miller              |
| 1995  | Miami Rhapsodie                        | Miami Rhapsody                            | David Frankel               |
| 1995  | Un ménage explosif                     | Roommates                                 | Peter Yates                 |
| 1995  | Funny Bones, les Drôles de Blackpool   | Funny Bones                               | Peter Chelsom               |
| 1995  | L'Amour à tout prix                    | While You Were Sleeping                   | Jon Turteltaub              |
| 1995  | Pyromaniac's Love Story                | A Pyromaniac's Love Story                 | Joshua Brand                |
| 1995  | USS Alabama                            | Crimson Tide                              | Tony Scott                  |
| 1995  | Judge Dredd                            | Judge Dredd                               | Danny Cannon                |
| 1995  | Esprits rebelles                       | Dangerous Minds                           | John N. Smith               |
| 1995  | The Tie That Binds                     | The Tie That Binds                        | Wesley Strick               |
| 1995  | Les Liens du souvenir                  | Unstrung Heroes                           | Diane Keaton                |
| 1995  | Génération sacrifiée                   | Dead Presidents                           | Albert Hughes Allen Hughes  |
| 1995  | Les Amants du nouveau monde            | The Scarlet Letter                        | Roland Joffé                |
| 1995  | Powder                                 | Powder                                    | Victor Salva                |
| 1995  | Nixon                                  | Nixon                                     | Oliver Stone                |
| 1995  | Professeur Holland                     | Mr. Holland's Opus                        | Stephen Herek               |
| 1996  | Lame de fond                           | White Squall                              | Ridley Scott                |
| 1996  | Le Poids du déshonneur                 | Before and After                          | Barbet Schroeder            |
| 1996  | À la gloire des Celtics                | Celtic Pride                              | Tom DeCerchio               |
| 1996  | Agent zéro zéro                        | Spy Hard                                  | Rick Friedberg              |
| 1996  | Eddie                                  | Eddie                                     | Steve Rash                  |
| 1996  | Rock                                   | The Rock                                  | Michael Bay                 |
| 1996  | Jack                                   | Jack                                      | Francis Ford Coppola        |
| 1996  | Sombres Soupçons                       | The Rich Man's Wife                       | Amy Holden Jones            |
| 1996  | L'Associé                              | The Associate                             | Donald Petrie               |
| 1996  | Evita                                  | Evita                                     | Alan Parker                 |
| 1997  | Prefontaine                            | Prefontaine                               | Steve James                 |
| 1997  | Haute Trahison                         | Shadow Conspiracy                         | George P. Cosmatos          |
| 1997  | Tueurs à gages                         | Grosse Pointe Blank                       | George Armitage             |
| 1997  | Pêche Party                            | Gone Fishin'                              | Christopher Cain            |
| 1997  | À armes égales                         | G.I. Jane                                 | Ridley Scott                |
| 1997  | Washington Square                      | Washington Square                         | Agnieszka Holland           |
| 1997  | Le Loup-garou de Paris                 | An American Werewolf in Paris             | Anthony Waller              |
| 1998  | Un cri dans l'océan                    | Deep Rising                               | Stephen Sommers             |
| 1998  | An Alan Smithee Film                   | An Alan Smithee Film: Burn Hollywood Burn | Arthur Hiller               |
| 1998  | Firelight, le lien secret              | Firelight                                 | William Nicholson           |
| 1998  | Simon Birch                            | Simon Birch                               | Mark Steven Johnson         |
| 1999  | Sixième Sens                           | The Sixth Sense                           | M. Night Shyamalan          |
| 1999  | Breakfast of Champions                 | Breakfast of Champions                    | Alan Rudolph                |
| 1999  | Mystery, Alaska                        | Mystery, Alaska                           | Jay Roach                   |

### Années 2000
| Année | Titre français            | Titre original | Réalisateur        |
| ----- | ------------------------- | -------------- | ------------------ |
| 2000  | Mafia parano              | Gun Shy        | Eric Blakeney      |
| 2000  | Duos d'un jour            | Duets          | Bruce Paltrow      |
| 2001  | Les Visiteurs en Amérique | Just Visiting  | Jean-Marie Poiré   |
| 2006  | Stay Alive                | Stay Alive     | William Brent Bell |
| 2007  | Primeval                  | Primeval       | Michael Katleman   |
| 2007  | The Invisible             | The Invisible  | David S. Goyer     |